# 新真言宗

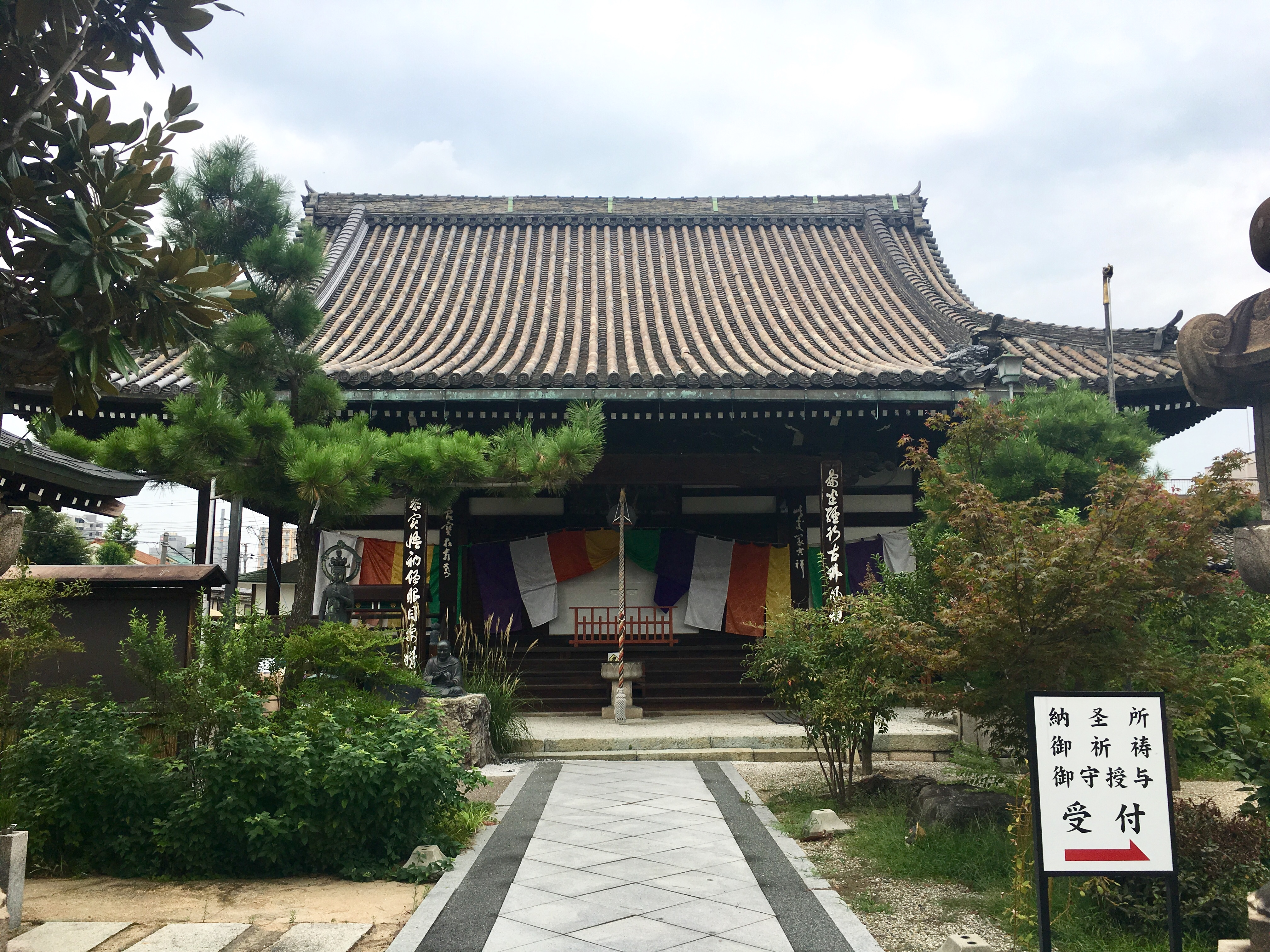
長栄寺

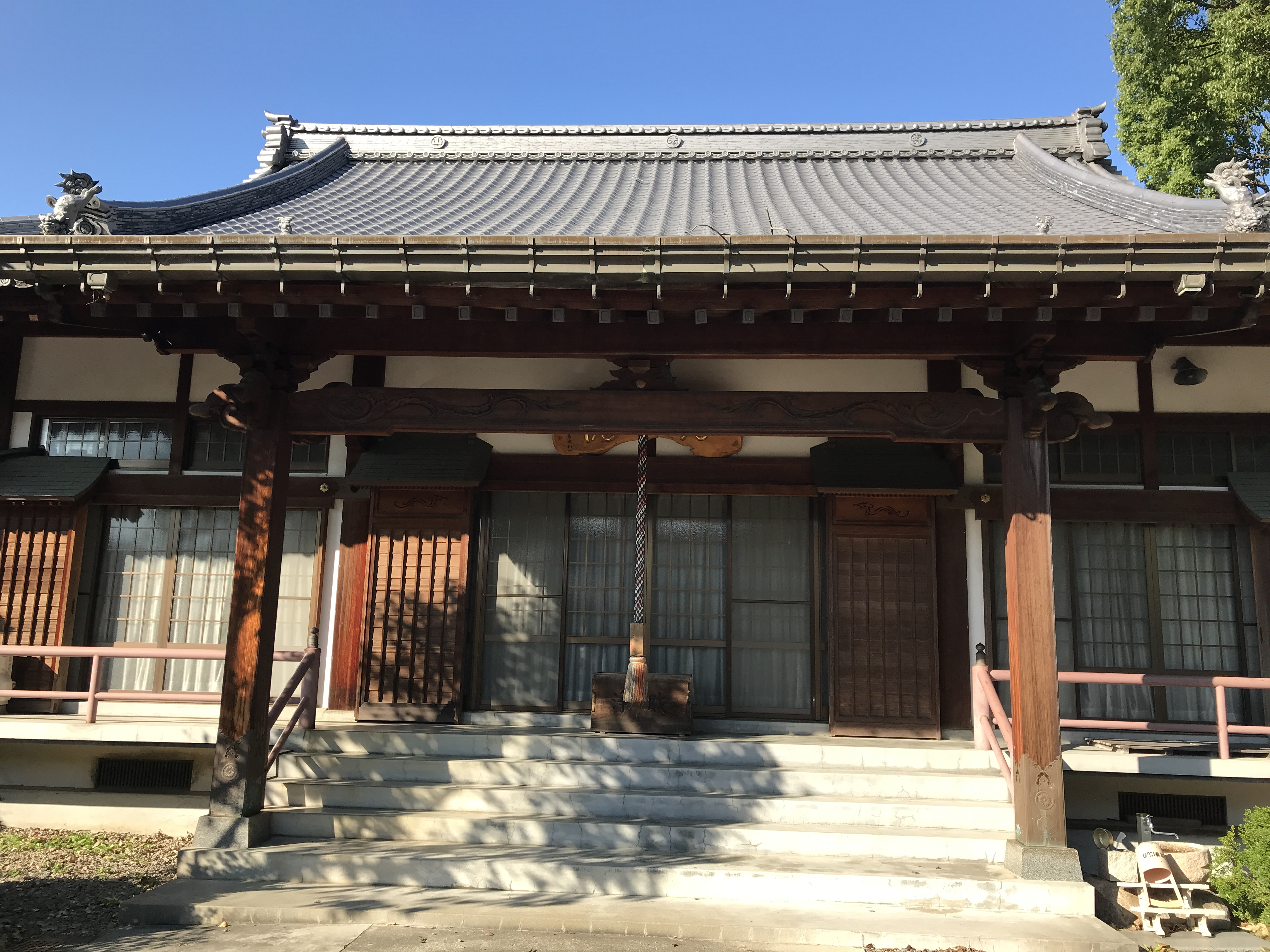
本願寺

新真言宗（しんしんごんしゅう）は、真言宗（真言律宗）の宗派のひとつ。総本山は大阪府東大阪市の長栄寺。

## 歴史
1744年（延享元年）に慈雲によって河内国（現在の東大阪市）にある聖徳太子が開基したと伝わる長栄寺を中興。1946年（昭和21年）に真言律宗系統の新真言宗が誕生し、長栄寺を総本山とした。
総本山である長永寺のほかに、東大阪市の観音寺や徳島県徳島市の本願寺などがある。

## 主な寺院
- 長永寺
- 観音寺
- 本願寺